# Life in the Undergrowth
Life in the Undergrowth (Vida en miniatura en España y Universo en miniatura en Hispanoamérica) es un documental de naturaleza producido por la BBC y presentado por David Attenborough. Muestra las diferentes clases de invertebrados terrestres y sus formas de vida, desde las primeras especies que colonizaron tierra firme, hasta las complejas sociedades de insectos gregarios. Se estrenó en el Reino Unido el 23 de noviembre de 2005.

## Episodios
- La invasión de la tierra: Muestra cómo las primeras formas animales en conquistar la tierra se fueron adaptando desde las costas pantanosas hasta los desiertos. El episodio empieza mostrando cangrejos herradura, y también expone la vida de los caracoles y otros invertebrados de cuerpo blando; así como milpiés y colembolos. También muestra una animación de la meganeura, una libélula prehistórica de gran tamaño.

- Despliegue de alas: Se centra en las distintas clases de insectos voladores. La mayoría de estos animales viven poco tiempo como adultos voladores, como es el caso de las efímeras y las cigarras. Muestran la forma de vida de polillas, mariposas y moscas.

- Hiladores de seda: Muestra las diferentes clases de invertebrados que producen seda. Se centra principalmente en las arañas, aunque al inicio del episodio se ve una crisopa desovando, cosa que hace fijando un hilo de seda en un punto y colocando en otra punta un huevo.

- Relaciones íntimas: En el episodio habla acerca de las distintas clases de simbiosis, como el parasitismo y el comensalismo, que los insectos y otros invertebrados han desarrollado a lo largo de la historia. Se muestra la relación entre hormigas y áfidos, además de las relaciones parasitarias entre distintas clases de avispas y plantas y/o insectos. También muestra a la larva de la mariposa azul y su relación con las hormigas.

- Supersociedades: El episodio comienza mostrando a una avispa que almacena comida para sus crías. Attenborough dice que estas son las bases para el comienzo de una supersociedad. A lo largo del programa se ven las avispas y abejorros y sus formas de vida, y las diferentes clases de hormigas, y por último se habla sobre las termitas, la única clase de insectos presentes en el episodio que no descienden de avispas prehistóricas.

- Datos: Q6545195